# وستردیپستردالن
وستردیپستردالن (به هلندی: Westerdiepsterdallen) یک منطقهٔ مسکونی در هلند است که در فین‌دام واقع شده‌است. وستردیپستردالن ۵ نفر جمعیت دارد.